# Klamms Krieg
Klamms Krieg ist ein Theaterstück, das 2000 im Staatsschauspiel Dresden uraufgeführt wurde. Das Ein-Personen-Stück aus der Feder von Kai Hensel ist für die Aufführung in Klassenzimmern ausgelegt und eines der gegenwärtig meistgespielten Theaterstücke im deutschsprachigen Raum. In der Spielzeit 2005/2006 war Klamms Krieg mit 34 Inszenierungen noch vor Goethes Faust das meistgespielte Stück.

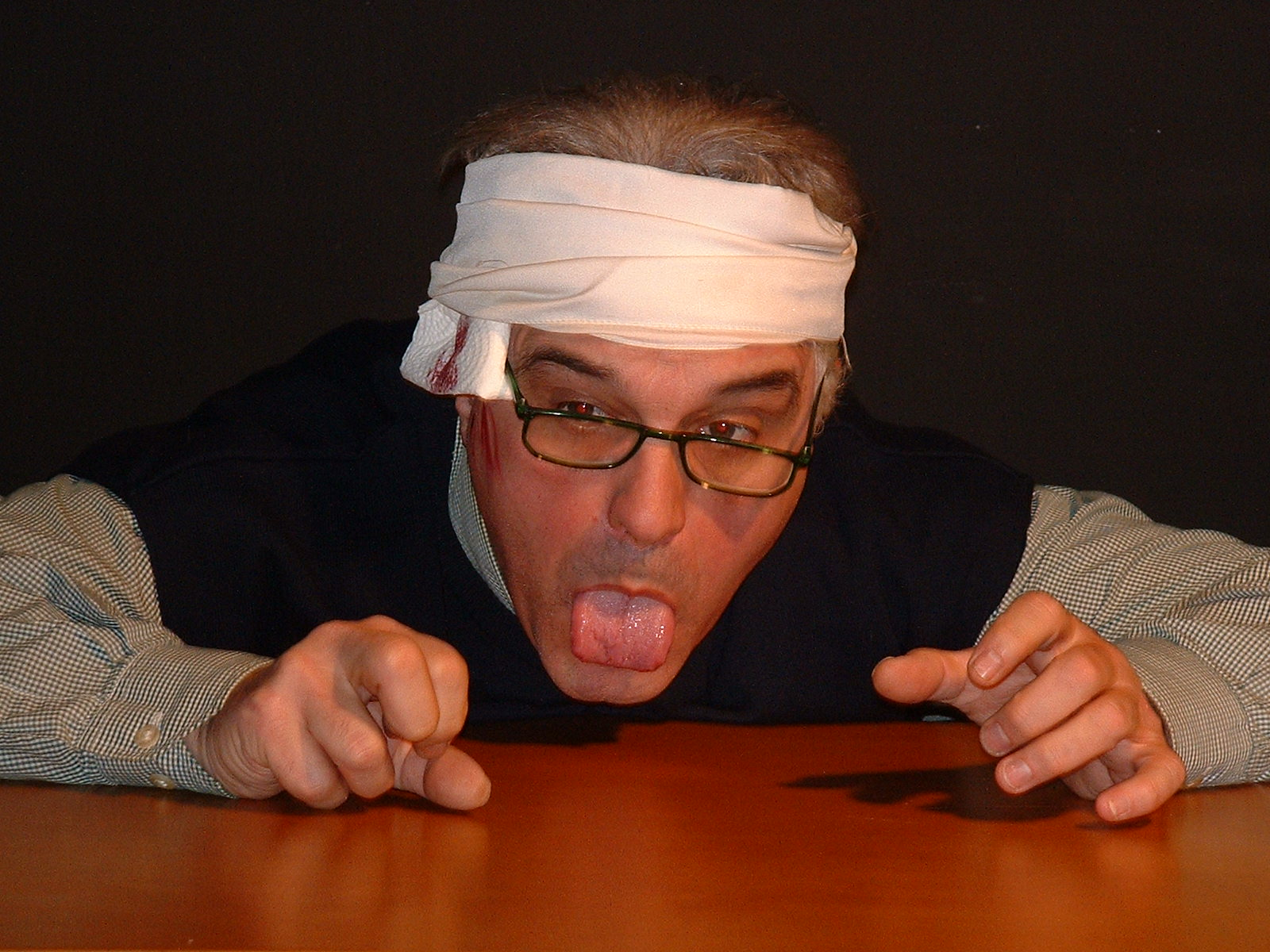
Heinz Koch als Deutschlehrer Klamm

Neben Aufführungen in Theatern wird das Stück, für dessen Inszenierung die Ausstattung eines typischen Klassenzimmers ausreicht, in Schulen und an Universitäten aufgeführt. Dabei spricht der Darsteller einzelne Zuschauer direkt an und bezieht sie als passive Rolle der Schüler in die Aufführung mit ein. Das Theaterstück thematisiert das Spannungsverhältnis zwischen Lehrern und Schülern, Gewalt an Schulen sowie den Unterschied zwischen Illusion und Wirklichkeit eines Lehrers.

## Handlung
Ein Schüler hat aufgrund einer schlechten Note, die er von seinem Lehrer Klamm erhalten hat und die ihn das Abitur gekostet hat, Selbstmord begangen. Der Leistungskurs in Deutsch erklärt daraufhin seinem Lehrer Klamm symbolisch den Krieg. Der geht auf diese Kriegserklärung ein und zeigt dabei die gesamte Bandbreite der typischen Lehrerklischees, vom einfühlsamen Freund über den strengen Machthaber, schließlich bis hin zum Alkoholiker, dessen Leben an diesem einen Ereignis und dem für ihn frustrierenden Schulalltag zerbricht.
Als alle Bemühungen, sich mit seinen Schülern zu verständigen, scheitern, denkt Lehrer Klamm seinerseits an Suizid. Ob er ihn aber begeht, bleibt offen. Das Stück endet, als Klamm mit einer Pistole in der Hand den Saal verlässt und die Tür daraufhin laut zuknallt.
Die Handlung des Stücks erstreckt sich über mehrere Wochen. Die einzelnen Akte, die in den Schulaufführungen durch Tafelanschriebe eingeläutet werden, sind thematisch an Goethes Faust. Eine Tragödie angelehnt.

## Auszeichnungen
2002 wurde das Stück mit dem Deutschen Jugendtheaterpreis ausgezeichnet.